# Tahannaout
Tahannaout (forme française officielle ; en tifinagh : ⵜⴰⵃⵏⵏⴰⵡⵜ ; en arabe : تحناوت), ou Tahanaout, est une ville du Maroc. Elle est située dans la région de Marrakech-Safi, à 35 km de Marrakech, près des montagnes du Haut Atlas. Malgré ses dimensions modestes, la ville est le chef-lieu de la Province d'Al Haouz.